# 長岡市営無軌条電車
長岡市営無軌条電車（ながおかしえいむきじょうでんしゃ）は、新潟県長岡市が長岡駅と市街地を結ぶために建設を計画した無軌条電車（トロリーバス）。
戦後復興事業の一環として1950年（昭和25年）に計画されたが、1960年（昭和35年）に長岡市自ら工事施行許可申請を取り下げたため未成線となった。

## 概要
終戦後の長岡市は、1945年（昭和20年）8月1日の長岡空襲によって市街地の8割を焼失し、復興のために大きな苦労を強いられることになった。交通も例外ではなく、当時市内を運行していた長岡鉄道・栃尾鉄道・中越自動車の3社の民営自動車会社も復興に手を尽くしてはいたものの、郊外路線は復活したが市内路線に関しては後回しの状態であった。
そこで乗り出して来たのが長岡市当局であった。市は戦災復興事業の一環として、市街地の自動車路線網を補助するために公営でトロリーバスを走らせることを計画したのである。戦災復興のために公営自動車事業を始めた例は全国で数多くあるが、トロリーバスは珍しい。
路線は市街地南西の千手横町から北上、表町で東に曲がり大手通交差点で北に曲がって直進し北長岡駅にほど近い津上前に至る路線と、大手通から東に進んで長岡駅前に至る路線の2本が計画され、全体では逆T字形の路線となる予定であった。車両は50kWの電動機を3台積んだ車両を小型2台、大型1台を使用し、給電は栃尾鉄道から受けることになっていた。事業所は長岡市役所内に設置することとしていた。
これらの計画に基づき、長岡市は1950年（昭和25年）4月18日に軌道敷設特許を申請した。その後終点が短縮されて蔵王町となったものの、申請は通り同年12月25日に特許を得ることが出来た。
だが特許を得たにもかかわらず、工事はなかなか始まらなかった。期限の1年間が過ぎた1951年（昭和26年）12月27日に冬期の積雪多量や道路の新設部分が多いことを理由に延期したのに続き、翌年も延期。最終的には2回目の延期の際に設定された期限の直前である1953年（昭和28年）11月30日にようやく工事施工許可申請が行われた。
ところが、申請書が記述漏れと書類不備だらけであったため、運輸省（現在の国土交通省）が翌1954年（昭和29年）に不備を指摘して回答するように通達した。しかし、1955年・1957年・1958年と3度にわたる督促にもかかわらず回答はなかった。
結局1960年（昭和35年）1月31日、「市営では建設しないことに決定した」旨の工事施行許可申請の取り下げ申請書が提出された。これに伴い運輸省では6月28日に申請書を返還して特許失効扱いとし、長岡市側でも9月1日に特許状を返納して一連の計画は幻に終わった。
なお市が敷設理由としていた市街地の自動車路線網整備はこの頃にはかなり改善されており、これ以降は長岡鉄道・栃尾鉄道・中越自動車が合併して出来た「越後交通」が市に代わって市街地の公共交通を一手に引き受けている。

### 路線データ
- 営業区間：千手横町 - 大手通一丁目二丁目 - 蔵王町、長岡駅 - 大手通一丁目二丁目
- 路線距離（営業キロ）：千手横町 - 蔵王町間3.3km、長岡駅 - 大手通一丁目二丁目間0.2km（計3.5km）
- 駅数：13（起終端駅含む）
- 軌間：なし（トロリーバス）
- 複線区間：長岡駅前 - 大手通一丁目二丁目間0.2km
- 電化区間：全線（直流600V）

以上のデータは最終的な計画に基づくものである。当初計画では終点は津上前で、路線距離も合計3.6kmとやや長かった。

## 歴史
- 1950年（昭和25年）4月18日 - 長岡市営無軌条電車として千手横町 - 大手通一丁目二丁目 - 津上前間、長岡駅 - 大手通一丁目二丁目間の敷設特許申請。
- 1950年（昭和25年）11月13日 - 終点を津上前から蔵王町に変更。
- 1950年（昭和25年）12月25日 - 敷設特許。
- 1951年（昭和26年）12月27日 - 工事施行延期を申請。
- 1952年（昭和27年）- 工事施行延期を再申請。
- 1953年（昭和28年）11月30日 - 工事施行申請。
- 1954年（昭和29年）4月3日 - 運輸省から工事施行申請書の不備指摘と質問が行われる。
- 1955年（昭和30年）8月18日 - 運輸省から回答督促。
- 1957年（昭和32年）6月10日 - 運輸省から再度回答督促。
- 1958年（昭和33年）4月4日 - 運輸省からみたび回答督促。
- 1960年（昭和35年）1月31日 - 工事施行許可申請取り下げを申請。
- 1960年（昭和35年）6月28日 - 運輸省から工事施行許可申請書返納され、特許失効。
- 1960年（昭和35年）9月1日 - 特許状返納。

## 設置予定駅
千手横町 - 蔵王町間
千手横町 - 荒屋敷町 - 表町一丁目 - 大手通一丁目二丁目 - 観光院町 - 関東町 - 関東町（交番前） - 神田町二丁目 - 神田町三丁目 - 新町四丁目 - 西新町 - 蔵王町
長岡駅 - 大手通一丁目二丁目間
長岡駅 - 大手通一丁目二丁目